# Juan Carlos Medina (réalisateur)
Pour les articles homonymes, voir Medina.
Juan Carlos Medina, né en 1977 à Miami, Floride (États-Unis), est un réalisateur et scénariste américain.

## Biographie
Juan Carlos Medina est né en 1977 à Miami, Floride (États-Unis).
Il effectue l’ensemble de sa formation en Europe, notamment en Espagne et en France ou il obtient son diplôme en études cinématographiques avec une spécialisation en scénario à l’Université de la Sorbonne à Paris, ilréalise des clips vidéo pour la BBC et des reportages sur la politique et la société pour Current TV International où il réalise plusieurs courts métrages à la fin des années 1990.

## Carrière
En 2012, il signe son premier long métrage, Insensibles, une coproduction franco-espagnole présentée au Festival de Sitges.
En 2016, il adapte pour le cinéma le roman Golem, le tueur de Londres de Peter Ackroyd, avec Bill Nighy. Par la suite, il se tourne vers la télévision et réalise des épisodes pour les séries A Discovery of Witches (Sky), Origin (YouTube), puis Disparu à jamais (Netflix) en 2021.
En 2024, il revient au cinéma avec Six jours, un polar avec Julie Gayet et Sami Bouajila .

## Filmographie

### Cinéma

#### Longs métrages
- 2012 : Insensibles (Painless)
- 2016 : Golem, le tueur de Londres (The Limehouse Golem)
- 2024 : Six jours

#### Courts métrages
- 1999 : Trinidad
- 2001 : Rage
- 2003 : Mauvais jour

### Télévision

#### Séries télévisées
- 2018 : Origin (saison 1, épisodes 7 et 8)
- 2018 : A Disocvery of Witches (saison 1, épisodes 1 et 2)
- 2021 : Disparu à jamais (5 épisodes)